# 宾汉姆顿大学
紐約州立大學宾汉姆顿分校，通称宾汉姆顿大學，简称宾汉姆顿，是位於美國紐約州的一所公立研究型大學，也是纽约州立大學系统的四所大學中心之一，主校區位于臨近宾汉姆顿市的维斯塔尔镇，被誉为公立常春藤。
自1946年成立以來，它已經從一個小型的文理學院發展成擁有八個學院，1萬8千多名學生，授予博士學位的研究型大學。卡耐基教育基金會把此校列為第一級研究型大學。該校化學系教授史丹利·惠廷安於2019年獲得諾貝爾化學獎。
在體育競技方面，宾汉姆顿大學的運動隊綽號是“熊狸隊”(Bearcats)，他們參加美國大學體育協會（NCAA）的第一級比賽。 熊狸隊是"美國東部聯盟"的成員。

## 历史
宾汉姆顿大學設立於1946年，前身為三城學院（Triple Cities College)。三城學院起初是雪城大學的分校，直到1950年併入紐約州立大學系統，並更名為哈勃學院（Harpur College）。到1953年時，哈勃學院就已經發展成學科健全的綜合性大學，吸引了相當多當地優秀的學生前來就讀。
1950年代後期，哈勃學院的學生申請人數與學術聲譽如日中天，並且被紐約州政府任命為紐約州立大學具有授予博士文憑資格的大学中心之一，當時紐約州僅有4所州立大學設有博士班。
该校於1965年更名為宾汉姆顿紐約州立大學（The State University of New York at Binghamton）。
1992年，爲了更好和紐約州立大學系统的其他學校作區分，正式更名為現在的校名紐約州立大學宾汉姆顿分校（Binghamton University, State University of New York），通称宾汉姆顿大學（Binghamton University）。

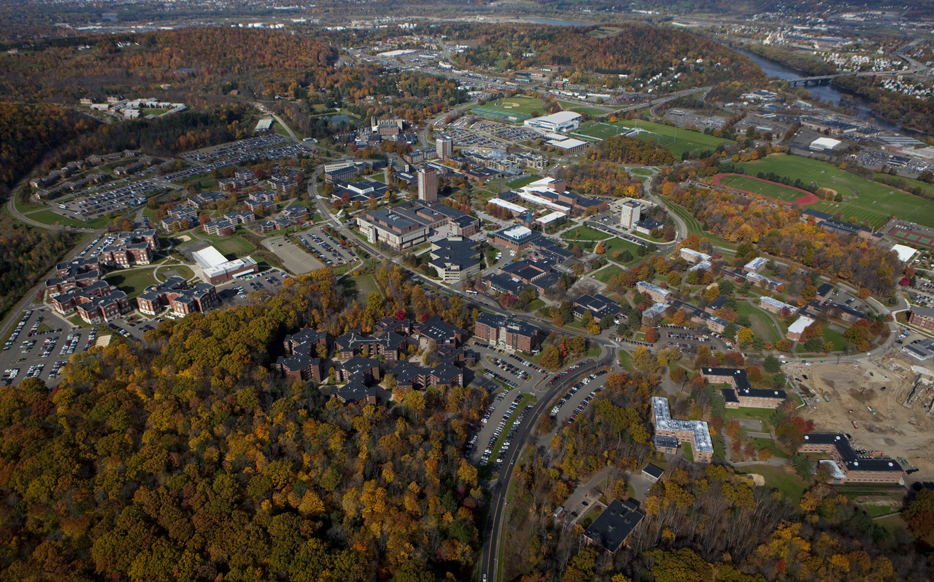
校園空照

IBM的創辦人湯瑪士·華生在當初建校的過程中盡了不少力。早在1940年代，有鑑於宾汉姆顿地區及IBM未來的發展，需要地方上有高等教育資源相配合，華生捐出部分土地作為建校所需。這塊位於Endicott的校址，也被稱為宾汉姆顿大學的發源地。然而只使用了三年，學校就搬遷至目前在维斯塔尔鎮的現址。為了感念華生先生對宾汉姆顿大學的貢獻，該校的"工程和應用科學學院便以"湯瑪士·華生"為名。

## 學院介紹

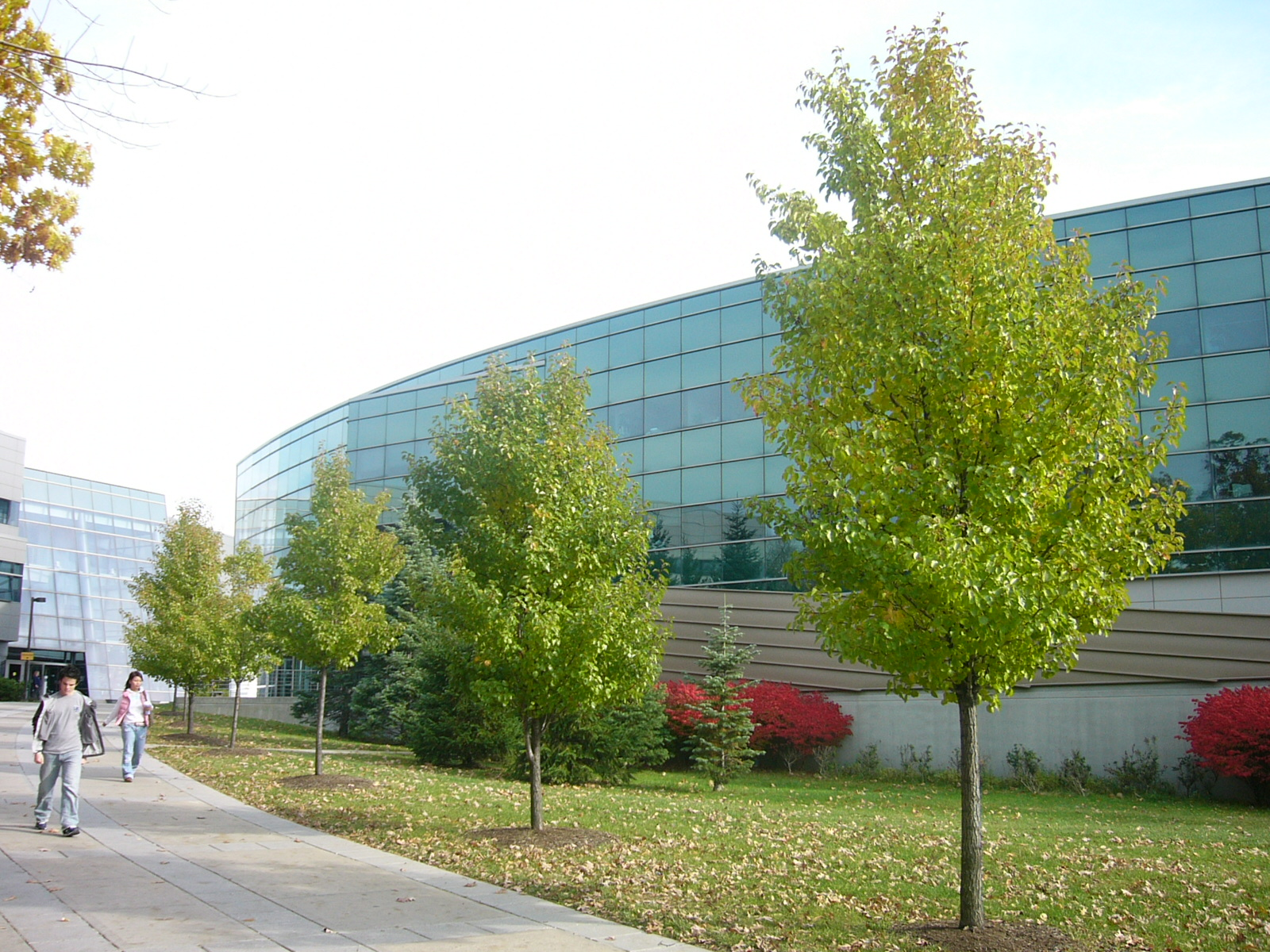
管理學院

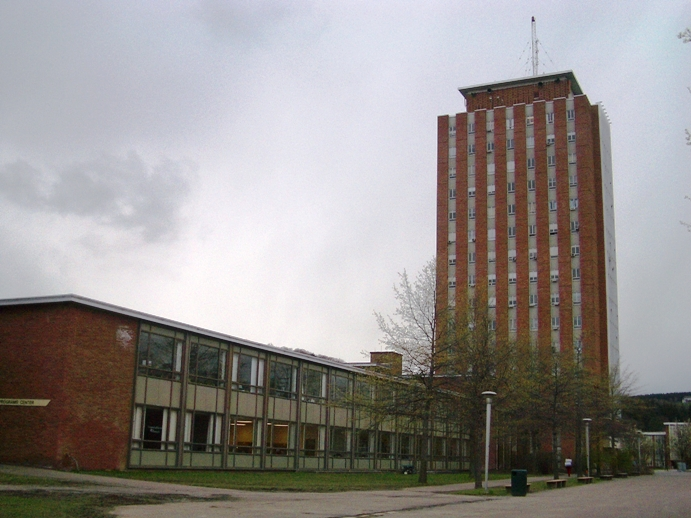
宾汉姆顿大學圖書館

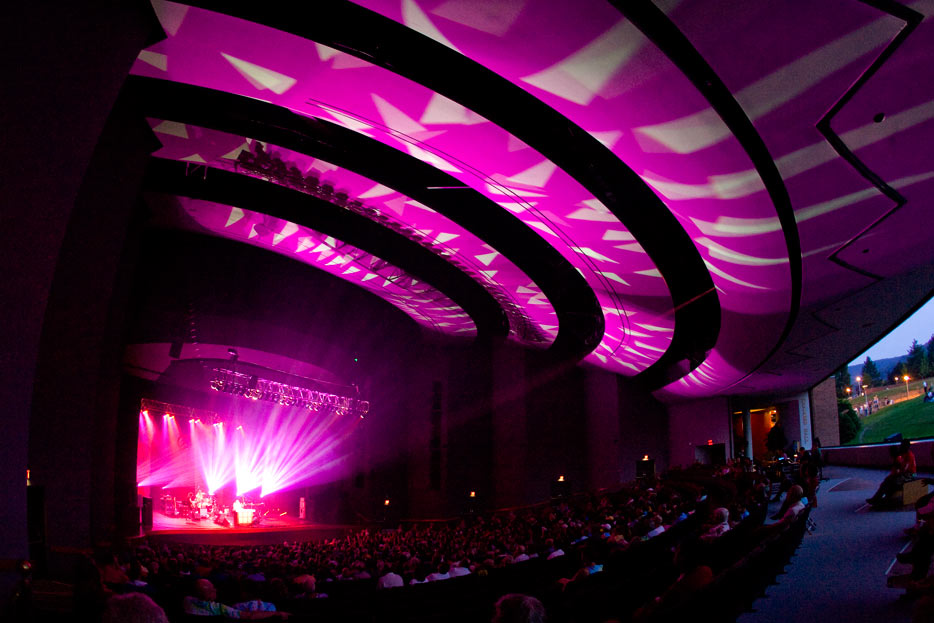
安德森藝術中心 (Anderson Center For the Arts)

目前學校共有研究生學院, 哈勃文理學院，工程和應用科學學院，管理學院，護理學院, 教育學院, 公共關係學院, 及醫藥學院等8個學院。
- 研究生學院（The Graduate School）
- 哈勃文理學院（Harpur College of Arts and Sciences）為宾汉姆顿大學中成立最久也是最大的教學單位。目前共有29個系所，並提供了12種學位，橫跨人文，藝術自然與社會科學，以及數學。
- 湯瑪士·華生工程與應用科學學院（Thomas J. Watson School of Engineering and Applied Science）工學院是該校成長最快的學院。最近更成立了創新科技研究中心，包含了目前最熱門的生物科技所。
- 管理學院（The School of Management）是宾汉姆顿大學較難申請與錄取門檻較高的學院。超過三分之二的管理學院學生其高中畢業成績都是班上的前百分之五。
- 護理學院（The Decker School of Nursing）
- 教育學院 (The Graduate School of Education)
- 公共關係學院（The College of Community and Public Affairs）
- 藥學與藥劑科學學院 (School of Pharmacy and Pharmaceutical Sciences)成立於2016年是該校最新的學院，提供四年制藥學博士(PharmD)，一年制制藥物科學碩士(MS Pharmaceutical Sciences)，以及五年制藥物科學博士(PhD Pharmaceutical Sciences)學位。

## 校園環境
宾汉姆顿大學靠山面河，校園前有美國東海岸最長的河流 - 薩斯奎哈納河（Susquehanna River）流過。校園占地面積887英亩，並有四分之一的面積是自然保護區（the Nature Preserve），其中包括森林、溼地、與湖泊。 珍貴的自然資源有利於該校農學與自然科學的發展。該校自稱善用得天獨厚的自然資源，在自然保護區旁設置了紐約州唯一一座多溫調節溫室（multi-climate greenhouse）；溫室內規劃有熱帶、溫帶、沙漠與高山植物區，該校植物學、生物學、生物化學等相關科系學生長在溫室中進行跨領域研究。除了豐沛的自然資源外，該校自稱人文藝術設備也相當完善。校內的安德森藝術中心是一座世界級的表演廳，其中設備有劇院、演藝廳、與藝術展覽廳；人文學科學生長在此地進行成果發表與個人展覽，也常有世界級的樂團、劇團在此表演。

## 學校聲譽
在2024年美國新聞與世界報導週刊的全美最佳大學評比中，宾汉姆顿大學排名位列全美第73名,公立大學第34名。在2023年富比士America’s Top Colleges排名位列全美第52名,並於2024年富比士列為十所公立常春藤大學之一。普林斯頓評論（The Princeton Review）於2024年評為無需經濟援助即可提供最佳價值的十所大學之一。在2011年美國Kiplinger's Personal Finance Magazine針對公立大學的評比中，宾汉姆顿大學是对州外學生（Out of State）来说最具價值（Best Value）的學校，並且对所有州内州外学生的综合排名第5。
在個別系所表現上，化學系排名全美第19名，歷史系排名全美第13名，人類學排名全美19。宾汉姆顿大学管理学院的会计项目被商业周刊评为全国第二。 宾汉顿大学管理学院被商业周刊评为公立学校第12名，所有学校（含私立学校）第35名。值得一提的是, 該校化學系教授 M. Stanley Whittingham 獲得 2019 年諾貝爾化學獎。

## 国际交流
在國際學術交流的領域，根據US Today 2004年公佈的統計資料，在學校博士班學程中，有五分之一的學生可以藉由與姊妹校的學術協議，到海外的姊妹學校進行學術研究與進修。學校的博士班學生海外研究人數是全國的第14名。而學校也在2004年被選為「最具國際觀的學校」的前五名。

## 學生入學
宾汉姆顿大學是紐約州立大學系統所有學校中，入學篩選率最嚴格的學校之一。該校於2023學年度共有18,600名學生。該入學年度共收到58,400份申請。其中共有超過3,000位大一新生從共計49,500份申請中脫穎而出。同一年度另有1,500名研究生錄取自4,900份申請。根據2017年資料，宾汉姆顿大學的 SAT 成績中位數為1800–2060； ACT中位數為 26-31； 新生保留率為 91.7％（全國平均值為 73.3％）；第一年新生人數為 2,657 人; 高中生平均 GPA 為 3.3–3.9 (或91%–97%)； 轉學生平均 GPA 為 3.5。截至2019年，宾汉姆顿大學共有 14,168 名本科生和 3,961 名研究生，有 768 名全職師資，師生比例為 19：1。

## 外部連結
- 官方网站

42°05′21″N 75°58′12″W / 42.0893°N 75.9699°W